# 三木利夫
三木 利夫（みき としお、1913年10月13日 - 1940年代）は、日本の俳優である。本名は鈴木 利夫（すずき としお）。新劇団テアトル・コメディを経て、P.C.L.映画製作所、東宝映画東京撮影所の異色俳優として活躍していた。

## 来歴・人物
1913年（大正2年）10月13日、秋田県秋田市に生まれる。
1931年（昭和6年）2月、文化学院美術部（2018年閉校、現存せず）を卒業後、金杉惇郎、長岡輝子、森雅之、北沢彪、水口元枝ら若手俳優と共に新劇団テアトル・コメディ（1936年解散）を組織し、初舞台を踏む。1935年（昭和10年）、兼ねての希望であった映画俳優に転じ、P.C.L.映画製作所に入社。1936年（昭和12年）8月21日に公開された矢倉茂雄監督映画『太洋の寵児』で映画デビューを果たす。翌1937年（昭和12年）、東宝映画併合によって東宝映画東京撮影所と改称された後も継続入社、1939年（昭和14年）5月20日に公開された熊谷久虎監督映画『上海陸戦隊』など、以後も戦争映画を中心に多数の作品に助演、異色俳優として活躍した。この間、1939年（昭和14年）9月10日に公開された岡田敬監督映画『金語楼の大番頭』の撮影中に応召されるが、間も無く復帰している。
1942年（昭和17年）5月21日に公開された阿部豊監督映画『南海の花束』に出演したのを最後に、再び応召される。以後の消息は不明とされていたが、1953年（昭和28年）1月10日に発行された『新選現代戯曲 第5巻』（河出書房）より、演出家の飯沢匡（1909年 - 1994年）が寄稿した「演出覺え書」において、金杉惇郎と共に同稿執筆の時点で既に故人であるという旨が記されている。なお、第二次世界大戦で戦死したか否かについては不明である。没年不詳。
1983年（昭和58年）11月1日、草加市立草加小学校旧西校舎跡（2008年10月23日、登録有形文化財）に開館した草加市立歴史民俗資料館には、三木が寄贈した大川平八郎（1905年 - 1971年）の寄書きが収蔵されている。

## 出演作品

### P.C.L.映画製作所
特筆以外、全て製作は「P.C.L.映画製作所」、配給は「東宝映画」、全てトーキーである。
- 『太洋の寵児』：監督矢倉茂雄、1936年8月21日公開 - 中西
- 『青春部隊』：監督松井稔、1937年4月1日公開 - 西坂
- 『故郷』：監督伊丹万作、製作J.O.スタヂオ、1937年5月1日公開 - 歌子の兄信四郎

### 東宝映画東京撮影所
特筆以外、全て製作は「東宝映画東京撮影所」、配給は「東宝映画」、全てトーキーである。
- 『美しき鷹』：監督山本嘉次郎、1937年10月1日公開 - 堀貞男
- 『たそがれの湖』：監督伏水修、1937年11月21日公開 - 天海の息子恒彦
- 『愛国六人娘』：監督松井稔、1937年12月1日公開 - 美耶子の兄義雄
- 『花束の夢』：監督松井稔、1938年1月14日公開 - 詩人笠原
- 『鉄腕都市』：監督渡辺邦男、1938年2月20日公開 - 泉清彦
- 『ドレミハ大学生』：監督矢倉茂雄、1938年3月1日公開 - 横井
- 『藤十郎の恋』：監督山本嘉次郎、1938年5月1日公開 - 服部二郎右衛門
- 『青春角力日記』：監督渡辺邦男、1938年5月21日公開 - 山西
- 『愛情一路』：監督渡辺邦男、1938年7月1日公開 - 松村宗太郎
- 『四ツ葉のクローバー』：監督岡田敬、1938年7月21日公開 - 水木
- 『街に出たお嫁さん』：監督大谷俊夫、1938年7月31日公開 - 重雄
- 『将軍の孫』：監督渡辺邦男、1938年9月11日公開 - 栗原吉郎
- 『青空二人組』：監督岡田敬、1938年10月16日公開 - 新吉
- 『浪人吹雪』：監督近藤勝彦、1939年1月11日公開 - 大野定九郎
- 『美はしき出発』：監督山本薩夫、1939年2月21日公開 - 兄範夫
- 『裸の教科書』：監督渡辺邦男、1939年4月11日公開 - 治右衛門の長男栄一
- 『忠臣蔵 前後篇』：監督滝沢英輔、1939年4月21日公開 - 磯貝十郎左衛門
- 『出征譜』：監督藤田潤一、1939年5月11日公開 - 啓次
- 『上海陸戦隊』：監督熊谷久虎、1939年5月20日公開 - 古山二等水兵（C陣地）
- 『青春野球日記』：監督渡辺邦男、1939年6月10日公開 - 秋山
- 『鉄の兄弟』：監督渡辺邦男、1939年7月1日公開 - 小坂
- 『江見家の手帖』：監督矢倉茂雄、1939年8月10日公開 - 次男篤二郎
- 『街』：監督山本薩夫、1939年8月20日公開 - 精華堂
- 『金語楼の大番頭』：監督岡田敬、1939年9月10日公開 - 信一
- 『海軍爆撃隊』：監督木村荘十二、1940年5月22日公開 - 鈴川二空曹
- 『虎造の荒神山』：監督青柳信雄、1940年7月17日公開 - 長吉
- 『燃ゆる大空』：監督阿部豊、共作映画科学研究所、1940年9月25日公開 - 横田中尉
- 『閣下』：監督今井正、1940年11月26日公開 - 亀之丞
- 『時の花形』：監督島津保次郎、1940年12月25日公開 - 造花問屋番頭小池
- 『熱砂の誓ひ 前篇』：監督渡辺邦男、1940年12月25日公開 - 建設総署技正
- 『熱砂の誓ひ 後篇』：監督渡辺邦男、1940年12月28日公開 - 建設総署技正
- 『大いなる感情』：監督藤田潤一、1941年5月8日公開 - 駒太郎
- 『闘魚』：監督島津保次郎、1941年7月15日公開 - 会計主任古屋
- 『八十八年目の太陽』：監督滝沢英輔、1941年11月15日公開 - 次郎の息子

### 東宝映画
特筆以外、全て製作・配給は「東宝映画」である。
- 『白い壁画』：監督千葉泰樹、1942年2月4日公開 - 新聞記者井上
- 『南海の花束』：監督阿部豊、配給映画配給社、1942年5月21日公開 - 司令塔員